# Amazopimpla lutea
Amazopimpla lutea är en stekelart som beskrevs av Palacio, Saaksjarvi, Gauld och Jussila 2003. Amazopimpla lutea ingår i släktet Amazopimpla och familjen brokparasitsteklar. Inga underarter finns listade i Catalogue of Life.